# Chalcides parallelus
Chalcides parallelus е вид влечуго от семейство Сцинкови (Scincidae). Видът е застрашен от изчезване.

## Разпространение и местообитание
Разпространен е в Алжир, Испания и Мароко.
Обитава места с песъчлива почва, храсталаци, дюни, крайбрежия, плажове и плантации.

## Описание
Популацията на вида е намаляваща.